# Son of Oi!
Son of Oi! ist der fünfte Teil der Oi!-Samplerreihe, die 1980 mit Oi! The Album begonnen wurde und der erste Teil der nicht mehr von Garry Bushell kompiliert wurde.

## Hintergrund
Nachdem Garry Bushell mit dem vierten Teil Oi! Oi! That’s Yer Lot! die originale Oi!-Albenreihe beendet hatte, übernahm das Label Syndicate Records das Konzept der Reihe. Unter der Schirmherrschaft des sogenannten „The Oi Organising Committee“ entstand der Sampler Son of Oi!. Hinter dem „Committee“ verbargen sich Frankie Flame und der Straßenpoet Garry Johnson. Auch Garry Bushell beteiligte sich trotz der Ankündigung, die Oi!-Serie zu beenden, an dem Sampler. Er schrieb insgesamt sieben der 24 Stücke auf der CD und war mit seiner Band The Gonads zweimal vertreten. Das Coverfoto, zwei Kinder mit Fußball, Dr. Martens, Bierflasche und Zeitung, sind seine beiden ältesten Söhne. Das Foto entstand im Stadtviertel Ferrier Estate, in dem Bushell zu dieser Zeit lebte.
Die Liner Notes wurden von Garry Johnson und Frankie Flame verfasst. In dem Schriftstück wird ein weiteres Mal (wie auf den Vorgängeralben) Oi! als einzig „echte“, ungekünstelte Musik, die den Slang der Sprache spricht, dargestellt. Des Weiteren werden auf der Kompilation laut dem Text „bright young teenage talent[s]“ vorgestellt. Dies entspricht aber nur zum Teil der Wahrheit. Mit Vicious Rumours, Clockwork Destruction und Oxo’s Midnight Stumblers tatsächlich neue Bands vertreten, doch ein Großteil des Samplers bestand aus Projekten von Bushell.
Mit der Aufnahme der Spoken-Word-Interpreten wie Garry Johnson, Mick Turpin, Phil Sexton und Terry McCann wurde eine Tradition der Samplerreihe fortgesetzt. Wie bereits auf Oi! Oi! That’s Yer Lot! ist mit Kraut wieder eine US-amerikanische Hardcore-Punk-Band vertreten. Cock Sparrer, The Business und The 4-Skins dagegen stehen für die „Väter“ der Bewegung.

## Titelliste
1. Cock Sparrer: Chip on my Shoulder (Live) – 2:05 (Burgess/Bruce/McFaul/Beaufoy/Lammin)
2. Kraut: Onwards – 1:51 (Kraut)
3. Prole: Generation Landslide – 2:37 (Bushell/Kent)
4. Garry Johnson: The Young Conservatives – 1:17 (Johnson)
5. Paranoid Pictures: Tomorrows Whirl – 2:14 (Bushell/Kent)
6. The Gonads: Jobs Not Jails – 1:50 (Bushell/Kent)
7. Clockwork Destruction: Violent Playground – 3:49 (Clockwork Destruction)
8. Phil Sexton und Mick Turpin: Joe Public –	0:30 (Sexton/Turpin)
9. Alaska Cowboys: Herpes in Seattle – 1:51 (Bradshaw/Thompson)
10. Garry & The Gonads: Lager Top Blues – 1:28 (Bushell/Kent)
11. Terry McCann: Made in England – 1:25 (McCann)
12. Mick Turpin: 6.27 to London – 1:15 (Turpin)
13. Orgasm Guerillas: Sing Something Swindle – 2:54 (Bushell/Kent)
14. Attila und The Newtown Neurotics: Andy Is a Corporatist (Mindless Version) –	2:45 (Opposition/Newtown Neurotics)
15. The 4-Skins: On the Streets –	2:47 (McCourt/Pearce/Swain/Bramson)
16. Garry Johnson: Boy About Town – 0:59 (Johnson)
17. The Business: Out in the Cold – 2:57 (Fitzsimons/Kent)
18. Maniac Youth: Make Mine Molotov –	1:27 (Bushell/Kent)
19. Angelic Upstarts: I Understand (Live) – 4:17 (Mensforth/Cowie)
20. Oi! The Robot: Manifest Oi! – 2:57 (Bushell/Marshall)
21. Phil Sexton: Top of the Pops – 0:54 (Sexton)
22. Vicious Rumors: This Is Your Loife – 3:29 (Levey/Mundy/Shoobert)
23. L.O.L.S Choir: Jerusalem – 2:45 (L.O.L.S Choir)
24. Oxo’s Midnight Stumblers: Beano – 1:14 (Oxo’s Midnight Stumblers)

## Song- und Interpreteninfos
Prole, Maniac Youth und Orgasm Guerillas waren drei Studioprojekte von Garry Bushell und Steve Kent (The Business, Gonads), wobei keine der Gruppe außerhalb der Oi!-Samplerreihe etwas veröffentlichte.
Hinter „Oi! The Robot“ verbarg sich Frankie Boy Flame. Das Lied Manifest Oi! handelt nach Angaben von Flame von „einem Zeitalter erzwungener Freizeit“, in dem Roboter die Arbeit übernehmen und die normalen Leute ihre Jobs verlieren. Dieses Zeitalter des Cyberspace sah Flame kritisch und versuchte die „Leute wieder auf den Boden der Tatsachen zurückzubringen“.
Das Lied On the Streets entstand während der kurzen Phase vor der Auflösung von The 4-Skins mit Roi Pearce von The Last Resort am Gesang.
Krauts Beitrag Onwards entstand unter Mitwirkung des ehemaligen Sex-Pistols-Gitarristen Steve Jones und wurde bereits auf deren Debütalbum An Adjustment of Society (1982) veröffentlicht.
Attila the Stockbrokers Beitrag entstand in Zusammenarbeit mit der englischen Post-Punk-Band The Newtown Neurotics.